# Peter Struger
Peter Struger, né le 19 mars 1982 à Egg, est un skieur alpin autrichien, spécialiste des épreuves de vitesse.

## Biographie
Membre du club SC Arnoldstein, il apparaît dans le cirque blanc en 1997 dans des courses FIS et entre dans l'équipe nationale en 1999. En 2001, il devient vice-champion du monde junior du super G à Verbier. Il réédite cette performance un an plus tard à Tarvisio. 
Il a fait ses débuts dans la Coupe d'Europe en 2000 et est devenu vainqueur dans cette compétition en décembre 2006 en slalom géant à Levi, avant de rafler la victoire au classement général en fin de saison.
Il gagne une descente en décembre 2007 à Altenmarkt-Zauchensee.
Il participe à sa première course de Coupe du monde en décembre 2004 au slalom de Sestrières et marque ses premiers points en décembre 2007 au super G de Beaver Creek avec une 28e place, qui restera son meilleur résultat à ce niveau. 
Il prend sa retraite sportive en 2009.

## Palmarès

### Coupe du monde
- Meilleur classement général : 139e en 2008.
- Meilleur résultat individuel : 28e.

#### Classements détaillés
| Saison/Classement | Général | Super G |
| Saison/Classement | Class.  | Class.  |
| ----------------- | ------- | ------- |
| 2008              | 139e    | 48e     |

### Championnats du monde junior
- Verbier 2001 :
  -  Médaille d'argent au super G.
- Tarvisio 2002 :
  -  Médaille d'argent au super G.

### Coupe d'Europe
- Vainqueur du classement général en 2007.
- Deuxième du classement de combiné en 2006.
- 12 podiums, dont 2 victoires.